# Olomouc
Olomouc er en by i det østlige Tjekkiet med et indbyggertal på 102.293 (2024). Byen ligger i regionen, der ligeledes hedder Olomouc, ved bredden af floden Morava. Olomouc blev grundlagt i det 10. århundrede.
Treenighedsøjlen   i Olomouc der er fra det 18. århundrede, blev i 2000 udpeget til UNESCO verdensarv.

## Geografi
Olomouc ligger omkring 61 km nordøst for Brno og 200 km sydøst for Prag. Den ligger for det meste i et fladt, frugtbart område i Øvre Morava-dalen. Den østlige del af kommunen (landsbyerne Lošov, Radíkov og Svatý Kopeček) strækker sig ind i bjergkæden Nízký Jeseník og omfatter Olomoucs højeste punkt, en bakke på 444 meter over havets overflade. Det beskyttede landskabsområde Litovelské Pomoraví strækker sig ind i Olomoucs område i nord.